# Triscaedecia septemdactyla
Triscaedecia septemdactyla is een vlinder uit de familie van de waaiermotten (Alucitidae). De wetenschappelijke naam van de soort is voor het eerst geldig gepubliceerd in 1900 door Arnold Andreas Friedrich Pagenstecher.